# Tomokazu Nagira
Tomokazu Nagira (jap. 柳楽 智和 Nagira Tomokazu; ur. 17 października 1985) – japoński piłkarz.

## Kariera klubowa
Od 2004 do 2013 roku występował w klubach Avispa Fukuoka, FC Tokyo i Gainare Tottori.

## Kariera reprezentacyjna
W 2005 roku Tomokazu Nagira zagrał na Mistrzostwach Świata U-20.